# Oreste Sangiovanni
Oreste Sangiovanni Panebianco (Santiago de Cali, 14 de junio de 1960) es un abogado y empresario colombiano. Fue Presidente de América de Cali, primero en 1992 y desde 2012 hasta 2016. Su padre, José "Pepino" Sangiovanni, también fue presidente del equipo rojo de Cali.

## Vida personal
Se hizo bachiller del colegio Berchmans, egresó como abogado de la Universidad San Buenaventura de Cali. Se ha destacado como empresario tradicional del Valle del Cauca, miembro de junta directiva de Café Águila Roja, Pastas Nuria, café Bemoka, Industria de Productos Alimenticios del Cauca, Hotel Now, Talento Humano Temporal y Presidente del América de Cali.
Su primer periodo en la presidencia del América se dio en 1992 cuando Juan José Bellini le cedió su cargo como presidente de los ‘escarlatas’ para asumir el mismo en la Federación Colombiana de Fútbol esa temporada los Diablos Rojos fueron campeones; 20 años después regresó a la dirigencia del equipo y logró la exclusión de la Lista Clinton en 2013; sin embargo, su gestión ha sido fuertemente criticada por no lograr, en 4 años de gestión, el ascenso del equipo escarlata que descendió en 2011. El 9 de mayo de 2016 dejó de ser el presidente del club escarlata para pasar a ser accionista de este.